# Lub-Coat
Lub-Coat is een speciale bekleding van de zuigermantel van Honda motorfietsen.
Door deze bekleding treedt minder wrijving tussen zuiger en cilinderwand op. Het principe werd geïntroduceerd op de 1998-uitvoering van de Honda CBR 900 RR Fireblade.